# فرودگاه فرگس (صحرایی رویلند)
فرودگاه فرگس (صحرایی رویلند) (به انگلیسی: Fergus (Royland Field) Aerodrome) یک فرودگاه خصوصی است که یک باند فرود چمن دارد و طول باند آن ۶۶۱ متر است. این فرودگاه در کشور کانادا قرار دارد و در ارتفاع ۴۲۷ متری از سطح دریا واقع شده است.